# Светско првенство у пливању у малим базенима 1995.
Светско првенство у пливању у малим базенима 1995. (енгл. 2nd FINA World Swimming Championships (25m) 1995; порт. Campeonato Mundial de Natação em Piscina Curta de 1995) је било друго по реду светско првенство у пливању у малим базенима (базени дужине 25 метара) одржано у организацији Међународне федерације водених спортова (FINA). Такмичење је одржано у периоду 30. новембар — 3. децембра 1995. на монтажном базену саграђеном на плажи Копакабана у бразилском граду Рију де Жанеиру. На првенству је учествовало укупно 350 пливача из 57 светских земаља, који су се такмичили у укупно 32 дисциплине (по 16 у обе конкуренције).
Убедљиво најуспешнија нација на првенству је била Аустралија, чији спортисти су освојили чак 26 медаља, од чега 12 златних. На другом месту је била репрезентација Кине са 9 медаља (5 златних), а трећа Бразил са 6 медаља (од чега су 4 биле златне). Првенство ће остати упамћено и по доста скромним резултатима репрезентације Сједињених Држава, чији пливачи су успели да освоје тек 1 златну медаљу. На листи освајача медаља се нашла укупно 21 репрезентација, што је идентичан број као и на првенству одржаном две године раније у Палми.
Појединачно најуспешније такмичарке су биле Саманта Рајли из Аустралије и Ле Ђингји из Кине, са по 3 освојене златне медаље. Код мушкараца по 3 злата су освојили аустралијски репрезентативци Данијел Ковалски и Метју Дан.
На првенству је наступила и репрезентација СР Југославије, коју је чинило укупно четворо пливача: Ђорђе Филиповић, Владан Марковић, Никола Калабић и Душка Радан. Најбољи резултат остварио је Влада Марковић који је у финалу трке на 200 м делфин заузео седмо место.

## Освајачи медаља

### Мушкарци
| Дисциплина       |                                                                              | Резултат |                                                                               | Резултат |                                                                                 | Резултат |
| 50 м слободно    | Франсиско Санчез · Венецуела                                                 | 21.80    | Фернандо Шерер · Бразил                                                       | 22.08    | Ђанг Ченгђи · Кина                                                              | 22.17    |
| 100 м слободно   | Фернандо Шерер · Бразил                                                      | 47.97    | Густаво Боржес · Бразил                                                       | 48.00    | Франсиско Санчез · Венецуела                                                    | 48.46    |
| 200 м слободно   | Густаво Боржес · Бразил                                                      | 1:45.55  | Трент Бреј · Нови Зеланд                                                      | 1:46.18  | Мајкл Клим · Аустралија                                                         | 1:46.44  |
| 400 м слободно   | Данијел Ковалски · Аустралија                                                | 3:45.14  | Јерг Хофман · Немачка                                                         | 3:45.65  | Малколм Ален · Аустралија                                                       | 3:47.00  |
| 1.500 м слободно | Данијел Ковалски · Аустралија                                                | 14:48.51 | Јан Вилсон · Велика Британија                                                 | 14:49.72 | Јерг Хофман · Немачка                                                           | 15:05.36 |
| 100 м леђно      | Родолфо Фалкон · Куба                                                        | 53.12    | Нил Вили · Велика Британија                                                   | 53.23    | Јирка Лецин · Немачка                                                           | 53.65    |
| 200 м леђно      | Родолфо Фалкон · Куба                                                        | 1:55.16  | Кристофер Рено · Канада                                                       | 1:55.27  | Тамаш Деуч · Мађарска                                                           | 1:56.18  |
| 100 м прсно      | Марк Варнеке · Немачка                                                       | 59.89    | Пол Кент · Нови Зеланд                                                        | 1:00.14  | Станислав Лопухов · Русија                                                      | 1.00.33  |
| 200 м прсно      | Ванг Јиву · Кина                                                             | 2:11.11  | Рајан Мичел · Аустралија                                                      | 2:11.46  | Жан Лионел Реј · Француска                                                      | 2.11.92  |
| 100 м делфин     | Скот Милер · Аустралија                                                      | 52.38    | Денис Пиманков · Русија                                                       | 52.64    | Мајкл Клим · Аустралија                                                         | 52.80    |
| 200 м делфин     | Скот Гудман · Аустралија                                                     | 1:54.79  | Скот Милер · Аустралија                                                       | 1:56.36  | Крис Карол Бремер · Немачка                                                     | 1:57.30  |
| 200 м мешовито   | Метју Дан · Аустралија                                                       | 1:56.86  | Кертис Мајден · Канада                                                        | 1:58.56  | Марћин Малињски · Пољска                                                        | 1:58.61  |
| 400 м мешовито   | Метју Дан · Аустралија                                                       | 4:08.02  | Кертис Мајден · Канада                                                        | 4:09.39  | Марћин Малињски · Пољска                                                        | 4:10.37  |
| 4×100 м слободно | Бразил · Фернандо Шерер · Алешандре Мазура · Андре Кордеиро · Густаво Боржес | 3:12.42  | Аустралија · Брет Хок · Мајкл Клим · Ричард Аптон · Метју Дан                 | 3:17.27  | Румунија · Николаје Иван · Разван Петку · Александру Јоанович · Николаје Бутаку | 3:17.40  |
| 4×200 м слободно | Аустралија · Мајкл Клим · Метју Дан · Малколм Ален · Данијел Ковалски        | 7:07.97  | Немачка · Крис Карол Бремер · Штефен Цеснер · Торстен Шпанеберг · Јерг Хофман | 7:13.42  | Бразил · Касјано Леал · Фернандо Саез · Теофило Фереира · Густаво Боржес        | 7:13.64  |
| 4×100 м мешовито | Нови Зеланд · Џонатан Винтер · Пол Кент · Гај Калахан · Трент Бреј           | 3:35.69  | Аустралија · Адријан Радли · Роберт ван дер Зант · Скот Милер · Мајкл Клим    | 3:36.35  | RUS · Сергеј Судаков · Александар Ткачев · Денис Пимаков · Јуриј Мухин          | 3:36.88  |

### Жене
| Дисциплина       |                                                                      | Резултат   |                                                                             | Резултат |                                                                                    | Резултат |
| 50 м слободно    | Ле Ђингји · Кина                                                     | 24.62      | Ангела Постма · Холандија                                                   | 25.10    | Зандра Велкер · Немачка                                                            | 25.21    |
| 100 м слободно   | Ле Ђингји · Кина                                                     | 53.23      | Чао На · Кина                                                               | 54.52    | Зандра Велкер · Немачка                                                            | 54.69    |
| 200 м слободно   | Клаудија Пол · Костарика                                             | 1:55.42 СР | Сузи Онил · Аустралија                                                      | 1:56.47  | Мартина Моравцова · Словачка                                                       | 1:56.61  |
| 400 м слободно   | Клаудија Пол · Костарика                                             | 4:05.18    | Карла Гертс · Холандија                                                     | 4:06.20  | Сара Хардкасл · Велика Британија                                                   | 4:07.20  |
| 800 м слободно   | Сара Хардкасл · Велика Британија                                     | 8:26.46    | Карла Гертс · Холандија                                                     | 8:27.03  | Пинг Лио · Кина                                                                    | 8:29.95  |
| 100 м прсно      | Саманта Рајли · Аустралија                                           | 1:05.70 СР | Свитлана Бондаренко · Украјина                                              | 1:07.78  | Линли Фрејм · Аустралија                                                           | 1:08.61  |
| 200 м прсно      | Саманта Рајли · Аустралија                                           | 2:20.85 WR | Свитлана Бондаренко · Украјина                                              | 2:24.78  | Алицја Пенчак · Пољска                                                             | 2:25.62  |
| 100 м леђно      | Мисти Хајман · Сједињене Државе                                      | 1:00.21    | Мете Јакобсен · Данска                                                      | 1:00.25  | Барбара Бедфорд · Сједињене Државе                                                 | 1:00.63  |
| 200 м леђно      | Мете Јакобсен · Данска                                               | 2:08.18    | Дагмар Хазе · Немачка                                                       | 2:09.00  | Ли Хаблер · Аустралија                                                             | 2:09.33  |
| 100 м делфин     | Љу Лимин · Кина                                                      | 58.68 СР   | Сузи Онил · Аустралија                                                      | 58.69    | Анџела Кенеди · Аустралија                                                         | 58.74    |
| 200 м делфин     | Сузи Онил · Аустралија                                               | 2:06.18    | Љу Лимин · Кина                                                             | 2:06.51  | Мете Јакобсен · Данска                                                             | 2:11.07  |
| 200 м мешовито   | Ели Овертон · Аустралија                                             | 2:11.67    | Мартина Моравцова · Словачка                                                | 2:11.91  | Ловис Карлсон · Шведска                                                            | 2:12.38  |
| 400 м мешовито   | Џоана Малар · Канада                                                 | 4:36.40    | Ненси Свитнам · Канада                                                      | 4:37.04  | Брита Вестергорд · Данска                                                          | 4:37.10  |
| 4×100 м слободно | Кина · Чао На · Шан Јинг · Хан Сјуе · Ле Ђингји                      | 3:37.00    | Аустралија · Мелани Дод · Сара Рајан · Ана Виндзор · Сузи Онил              | 3:38.72  | Шведска · Јохана Шеберг · Ловис Карлсон · Линда Олофсон · Ловис Јенке              | 3:40.06  |
| 4×200 м слободно | Канада · Маријен Лимперт · Шенон Шекспир · Сара Еванец · Џоана Малар | 7:58.25    | Немачка · Дагмар Хазе · Керстин Килгас · Јулија Јунг · Франциска ван Алмзик | 8:01.11  | Аустралија · Ана Виндзор · Саманта Маки · Никол Стивенсон · Суз Онил               | 8:01.86  |
| 4×100 м мешовито | Аустралија · Ели Овертон · Саманта Рајли · Анџела Кенеди · Сузи Онил | 4:00.46    | Канада · Џули Хауард · Лиза Флад · Џесика Ејми · Шенон Шекспир              | 4:03.89  | Сједињене Државе · Барбара Бедфорд · Кели Кинг Беднар · Мисти Хајман · Кортни Шили | 4:04.34  |

## Биланс медаља
| Позиција    | Држава           | Злато | Сребро | Бронза | Укупно |
| ----------- | ---------------- | ----- | ------ | ------ | ------ |
| 1           | Аустралија       | 12    | 7      | 7      | 26     |
| 2           | Кина             | 5     | 2      | 2      | 9      |
| 3           | Бразил           | 3     | 2      | 1      | 6      |
| 4           | Канада           | 2     | 5      | 0      | 7      |
| 5           | Куба             | 2     | 0      | 0      | 2      |
| 5           | Костарика        | 2     | 0      | 0      | 2      |
| 7           | Њемачка          | 1     | 4      | 5      | 10     |
| 8           | Велика Британија | 1     | 2      | 1      | 4      |
| 9           | Нови Зеланд      | 1     | 2      | 0      | 3      |
| 10          | Данска           | 1     | 1      | 2      | 4      |
| 11          | Сједињене Државе | 1     | 0      | 2      | 3      |
| 12          | Венецуела        | 1     | 0      | 1      | 2      |
| 13          | Холандија        | 0     | 3      | 0      | 3      |
| 14          | Украјина         | 0     | 2      | 0      | 2      |
| 15          | Русија           | 0     | 1      | 2      | 3      |
| 16          | Словачка         | 0     | 1      | 1      | 2      |
| 17          | Пољска           | 0     | 0      | 3      | 3      |
| 18          | Шведска          | 0     | 0      | 2      | 2      |
| 19          | Француска        | 0     | 0      | 1      | 1      |
| 19          | Мађарска         | 0     | 0      | 1      | 1      |
| 19          | Румунија         | 0     | 0      | 1      | 1      |
| Укупно (21) | Укупно (21)      | 32    | 32     | 32     | 96     |